# Aleksandr Gurjanow
Aleksandr Gurjanow (Gurianow) (ros. Александр Э. Гурьянов, ur. 10 października 1950 w Moskwie) – rosyjski fizyk i historyk, badacz  problematyki zesłań i więzienia ludności polskiej w czasach ZSRR, zatrudniony w Stowarzyszeniu „Memoriał”.

## Życiorys
Wychowany w Polsce. Syn architekta Edmunda Goldzamta. Zwycięzca 11. Olimpiady Astronomicznej (1968) i absolwent VI Liceum Ogólnokształcącego im. Tadeusza Reytana w Warszawie (1968). Rozpoczął studia na Wydziale Fizyki Uniwersytetu Warszawskiego (1968/1969). Ukończył astronomię na  Wydziale Fizyki Moskiewskiego Uniwersytetu Państwowego (1975), w 1985 roku obronił tam pracę doktorską. Od 1978 do 1993 pracował jako naukowiec w Instytucie Fizyki Atmosfery Rosyjskiej Akademii Nauk (do 1991 roku – Akademii Nauk ZSRR).
W 1993 zatrudnił się w moskiewskiej placówce badawczo-oświatowej Stowarzyszenia „Memoriał”: Ośrodku Badań, Informacji i Upowszechniania „Memoriał”. Jest koordynatorem Komisji Polskiej Stowarzyszenia „Memoriał”. Autor licznych publikacji o sowieckich represjach wobec Polaków. Redaktor i współautor pracy Represje przeciw Polakom i obywatelom polskim, wydanej w Moskwie. Współredaktor i współautor serii tomów Indeks Represjonowanych wydawanych przez Ośrodek „Karta” w Warszawie. Z ramienia „Memoriału” prowadził działania na rzecz sądowej rehabilitacji ofiar zbrodni katyńskiej, a następnie, po oddaleniu przez rosyjski sąd pozwów „Memoriału” (sąd uznał, że organizacja ta nie reprezentuje poszkodowanych), jako obserwator w procesach przed sądami w Rosji wytoczonych przez rodziny poszkodowanych.

## Publikacje (wybór)
- Gurjanow A., 1994, Cztery deportacje, „Karta. Niezależne pismo historyczne”, nr 12, s. 114–136
- А.Э. Гурьянов, 1997, „Польские спецпереселенцы в СССР в 1940–1941 г.г.”. W zbiorze: Репрессии против поляков и польских граждан, wyd. 1, М., «Звенья»,  str. 121–122
- А.Э. Гурьянов, 1997, „Масштабы депортации населения в глубь СССР в мае–июне 1941 г.”. W zbiorze: Репрессии против поляков и польских граждан. wyd. 1, М., «Звенья», str. 137–
- А.Э. Гурьянов (red.), 2015, „Убиты в Катыни : книга памяти польских военнопрлённых – узников Козельского лагеря НКВД, расстрелянных по решению Политбюро СК ВКР(б) от 5 марта 1940 года”. «Звенья»
- А.Э. Гурьянов (red.), 2019, „Убиты в Калинине, захоронены в Медном : книга памяти польских военнопрлённых – узников Осташского лагеря НКВД СССР, расстрелянных по решению Политбюро СК ВКР(б) от 5 марта 1940 года”. «Мемориал», T. 1-3
- Gurjanow A. (red.), 2003-2006, Deportowani w obwodzie archangielskim. Cz. 1-4, "Memoriał", Fundacja Ośroda KARTA

## Odznaczenia i nagrody
- Krzyż Oficerski Orderu Zasługi Rzeczypospolitej Polskiej – 2010[3][4]
- Krzyż Kawalerski Orderu Zasługi Rzeczypospolitej Polskiej – 2003[5]
- Odznaka honorowa „Za Zasługi dla Ochrony Praw Człowieka” – 2010[6][7]
- Medal świętego Jerzego – 2010, za pracę na rzecz ujawnienia faktów dotyczących zbrodni katyńskiej[8]
- Nagroda imienia Stefanii Światłowskiej od VI Liceum Ogólnokształcącego im. Tadeusza Reytana w Warszawie[9].